# Cajuína Esporte Clube
O Cajuína Esporte Clube é uma agremiação esportiva brasileira da cidade de Teresina fundada no ano de 2005. Já foi vice-campeão da Liga Nordeste de Futsal.